# Лук подольский
Лук подольский (лат. Allium podolicum) — вид травянистых растений рода Лук (Allium) семейства Амариллисовые (Amaryllidaceae).

## Описание
Многолетнее травянистое растение, 20—50 см высотой. Листья узколинейные, вдоль свернутые.
Листочки околоцветника розовые, блестящие, 4,5—5,5 мм длиной. Нити тычинок примерно равны околоцветнику.